# Dam tot Damloop 2005
De Dam tot Damloop 2005 werd gehouden op zondag 17 september 2005. Het was de 21e editie van deze loop. De hoofdafstand was 10 Engelse mijl (16,1 km). Er werd gestart vanaf de Prins Hendrikkade in het centrum van Amsterdam en via de IJ-tunnel gelopen naar centrum van Zaandam. 
Bij de mannen eindigde de wedstrijd in een overwinning voor de Keniaan William Kipsang in 46.04. Hij had bij de finish slechts één seconde voorsprong op zijn landgenoot Francis Kibiwott Larabal, de winnaar in 2003. Bij de vrouwen was het eveneens Kenia dat domineerde. Isabellah Ochichi won de wedstrijd in 51.08. Zij was dit keer de sterkste, nadat zij eerder zowel in 2001 als in 2002 als tweede aan de finish was gekomen. De man-vrouw wedstrijd werd dit jaar gewonnen door de vrouwen.
Naast de hoofdafstand stonden er een 4 Engelse mijl en Mini Dam tot Damlopen op het programma. Alle onderdelen van het evenement bij elkaar trokken 33500 deelnemers (10 Engelse mijl:28450, minilopen:3250 en 4 Engelse mijl:1850). Door het te laat afbreken van een reuzenrad van de kermis moest op het laatste moment het parcours worden gewijzigd.
Het startschot werd gelost door Paula Radcliffe.

## Wedstrijd
Mannen
| rang   | naam                     | land | tijd  |
| ------ | ------------------------ | ---- | ----- |
| Goud   | William Kipsang          | KEN  | 46.04 |
| Zilver | Francis Kibiwott Larabal | KEN  | 46.05 |
| Brons  | Abiyotte Guta            | ETH  | 46.09 |
| 4      | Larbi Zeroual            | FRA  | 46.42 |
| 5      | Felix Limo               | KEN  | 46.48 |
| 6      | Jamal Baligha            | MAR  | 47.22 |
| 7      | Peter Riley              | GBR  | 47.37 |
| 8      | John Kelai               | KEN  | 47.43 |
| 9      | Chema Martinez           | ESP  | 48.00 |
| 10     | Saji Bouazza             | MAR  | 48.02 |
| 11     | Bernard Barmasai         | KEN  | 48.20 |
| 12     | Sander Schutgens         | NED  | 48.22 |
| 13     | Mario Kröckert           | GER  | 49.05 |
| 14     | Martin Lauret            | NED  | 49.15 |
| 15     | Waldemar Glinka          | POL  | 50.17 |
| 16     | Arkadiusz Sowa           | POL  | 50.18 |
| 17     | Said Kanfaoui            | NED  | 50.34 |
| 18     | Stan Rijken              | NED  | 50.43 |
| 19     | Adnan Naanaa             | NED  | 50.48 |
| 20     | Christian de Lie         | NED  | 50.49 |

Vrouwen
| rang   | naam                   | land | tijd    |
| ------ | ---------------------- | ---- | ------- |
| Goud   | Isabella Ochichi       | KEN  | 51.08   |
| Zilver | Susan Chepkemei        | KEN  | 51.13   |
| Brons  | Gete Wami              | ETH  | 51.30   |
| 4      | Rose Cheruiyot         | KEN  | 51.33   |
| 5      | Hilda Kibet            | KEN  | 53.08   |
| 6      | Petra Kamínková        | CZE  | 55.00   |
| 7      | Kristijna Loonen       | NED  | 56.14   |
| 8      | Nadja Wijenberg        | NED  | 56.24   |
| 9      | Maria Abel             | ESP  | 56.54   |
| 10     | Dana Janeckova         | CZE  | 57.15   |
| 11     | Ludmilla Afoenjoeskina | RUS  | 58.02   |
| 12     | Selma Borst            | NED  | 58.15   |
| 13     | Anne van Schuppen      | NED  | 58.45   |
| 14     | Sandra ter Horst       | NED  | 58.48   |
| 15     | Merel de Knegt         | NED  | 1:00.07 |

1985 ·
1986 ·
1987 ·
1988 ·
1989 ·
1990 ·
1991 ·
1992 ·
1993 ·
1994 ·
1995 ·
1996 ·
1997 ·
1998 ·
1999 ·
2000 ·
2001 ·
2002 ·
2003 ·
2004 ·
2005 ·
2006 ·
2007 ·
2008 ·
2009 ·
2010 ·
2011 ·
2012 ·
2013 ·
2014 ·
2015 ·
2016 ·
2017 ·
2018 ·
2019